# Anton Nürnberg
Anton Nürnberg (* 1998 in Henstedt-Ulzburg) ist ein deutscher Theater- und Filmschauspieler.

## Leben
Anton Nürnberg, 1998 in Henstedt-Ulzburg im Kreis Segeberg geboren, wuchs in Hamburg auf. Seine erste Theatererfahrung sammelte er am Hamburger Schauspielhaus und Thalia Theater. Seit seinem 16. Lebensjahr wirkte er auch in einigen deutschen und internationalen Filmproduktionen mit.
Von 2018 bis 2022 absolvierte er seine Schauspielausbildung an der Otto Falckenberg Schule in München.
Die Uraufführung von Liat Fassbergs In the Name of war nach Der große Marsch Anton Nürnbergs zweite Arbeit an den Münchner Kammerspielen.
Seit der Spielzeit 2022/23 ist er festes Ensemblemitglied des Münchner Volkstheaters.
Anton Nürnberg lebt in München, seine 4 Jahre ältere Schwester ist die Filmschauspielerin Eva Nürnberg.

## Theater (Auswahl)
Schauspielhaus Hamburg
- 2014–2015 Blutgruppe Jugend. Rolle: Charles, Regie: Ute Hannig
- 2015–2016 Frühlings Erwachen. Rolle: Melchior, Regie: Karoline Bär
- 2016–2017 Irinas Geburtstag, nach Tschechow. Rolle: Boris Trigorin, Regie: Ute Hannig

Thalia Theater Hamburg
- 2016–2017 Die Tragödie von Romeo und Julia. Rolle: Divers/Romeo, Regie: Jette Steckel

Münchner Kammerspiele
- 2021 Der große Marsch. Rolle: Divers, Regie: Anne Habermehl

Münchner Volkstheater
- 2023 Die Brüder Karamasow. Rolle: Dimitri Karamasow, Regie: Christian Stückl
- 2023 Revolution. Rolle: Sascha Tschubakow, Regie: Phillipp Arnold
- 2023 Pension SchöllerInn!. Rolle: Alfred Klapproth, Regie: Nele Stuhler, Jan Koslowski
- 2023 Fabian oder: Der Gang vor die Hunde. Rolle: Fabian, Regie: Philipp Arnold
- 2024 Der Zauberberg. Rolle: Saaltochter, Regie: Claudia Bossard
- 2024 In den Gärten oder Lysistrata, Teil 2. Rolle: Divers, Regie: Christian Stückl[4]
- 2025 Unsterblichkeit oder: Die letzten sieben Worte Emilia Galottis. Rolle: Der Prinz von und zu Nymphenburg, Regie: Philipp Arnold
- 2025 Caligula. Rolle: Scipio, Regie: Ran Chai Bar-zvi

## Filmografie (Auswahl)
- 2017: Notruf Hafenkante (Fernsehserie, Folge Der Superheld)
- 2018: Bonnie & Bonnie
- 2018: Captain Gaza (Kurzfilm)
- 2019: Albträumer
- 2019: Sløborn (Fernsehserie, Staffel 1; Folgen 2–8)
- 2020: Kleine Inseln (Kurzfilm)
- 2020: Kanzlei Berger (Fernsehserie, 2 Folgen Mutterliebe, Privatsache)
- 2020: Artgerecht (Kurzfilm)
- 2021: Then you run (Fernsehserie, 3 Folgen)
- 2022: Nachts im Paradies
- 2022: Die Toten vom Bodensee – Nemesis
- 2023: Der Staatsanwalt (Fernsehserie, Folge Gut genug)